# Атлетико Алагоиньяс
«Атле́тико Алагои́ньяс» — бразильский футбольный клуб из города Алагоиньяс, штата Баия. В настоящий момент клуб выступает в Серии D Бразилии.

## История
Клуб основан 2 апреля 1970 года, домашние матчи проводит на стадионе «Карнейран». В чемпионатах Бразилии «Атлетико» принимал участие в «Серии B» в 1972 году, в «Серии С» в 2004 году, и в «Серии D» в 2009 и 2020 годах.
В 2021 году «Атлетико Алагоиньяс» впервые в истории клуба сумел стать чемпионом штата Баия. В финале турнира команда обыграла «Баию ди Фейра» в двух матчах — 2:2 дома и 3:2 в гостях.
В 2022 году команда сумела защитить свой титул.

## Достижения
- Чемпион штата Баия (2): 2021, 2022
- Вице-чемпион штата Баия (2): 1973, 2020
- Победитель Второго дивизиона штата Баия (1): 2018
- Полуфинал бразильской Серии B (1): 1972